# رحلة سيئة

## رحلة سيئة
```
(التسمم الحاد من 
المهلوسات
، الهوس المؤقت الناجم عن المخدرات) تجربة مخيفة وآثارها غير سارّة تتم عن طريق 
الأدوية ذات التأثير النفسي
 وخاصة الأدوية المخدرة مثل: 
LCD
 ، يمكن أن تتراوح ميزات الرحلة السيئة من مشاعر 
القلق
 المعتدل إلى الرعب الشديد، أو الففدان التام للهوية الذاتية. لا يعتبر المتخصصون في الطب النفسي أن التجارب الغير سارّة قد تكون تهديداً أو سلبية، يمكن أن تتفاقم الرحلات السيئة بسبب قلة خبرة المستخدم أو عدم مسؤليته، وهي تعكس التوترات النفسية التي لم يتم حلها والتي نشأت أثناء التجربة.
[
1
]
```

## التأثيرات
يمكن أن تحدث العديد من ردود الفعل خلال هذه الرحلة، قد يعاني بعض المستخدمين من شعورعام بالخوف، أو الذعر، أو القلق. قد تحدث حالة من الإرباك لدى المستخدم عند انقطاع المخدر، ويخشى من أن يصبح مجنونا، أو أنه لن يعود إلى الواقع أبداً. الخوف الذي يشعر به المستخدم أثناء الرحلة السيئة قد يكون له طابع ذهني، يأتي من داخل عقل المستخدم وليس من البيئة الخارجية. على سبيل المثال، خلال رحلة ألبرت هوفمان الأولى بالحمض، أصبح يهلوس أن جاره تحول إلى شيطان خبيث، بينما كانت في الواقع مجرد امرأه صديقة تحاول مساعدته.
قد يحاول الشخص الذي يواجه رحلة سيئة إيذاء نفسه أو الآخرين من حوله. قد يواجه أفكاراً انتحارية، أو يقوم بمحاولات انتحار كاملة. بسبب تضخم العواطف التي تثيرها، وردود الفعل السلبية الشديدة لدى بعض المستخدمين، يمكن للعديد من المُخَدَرين أن تراودهم أفكار الموت. يمكن للمستخدمين أن يعتقدوا أن موتهم وشيك أو أن الكون نفسه ينهار. قد يلاحظ المستخدم «الشيخوخة» السريعة لأشخاص آخرين، مما يديم المخاوف المذكورة إلى درجة أكبر.
قد يعاني بعض المستخدمين من الإرتباك. يمكن تغيير وجهات النظر الطبيعية للزمان والمكان بشكل كبير، مما يسبب الخوف. يمكن للبعض أن تسوء حالتهم بمحاولة محاربة هذا المخدر بعد تركه. يمكن أن تكون هناك أوهام للحشرات الزاحفة، أو التواجد في أماكن قذرة مثل المجاري. قد يشعر بعض المستخدمين بفقدان السيطرة على عقولهم بسبب الأفكار المستمرة.
```
في حالات 
نادرة
، يمكن ملاحظة الفقدان الكامل للسيطرة، حيث يميل سلوك الفرد إلى إظهار فقدان مؤقت للسيطرة للتنقل في البيئة المادية. يمكن للفرد في مثل هذه الحالة أن يتسبب في ضرر عرضي لنفسه وللآخرين، ويمكن أن تتضمن سلوكاً مثل: الإنزلاق حول حركة المرور، أو، مثل هذه الحالة، قد لا تتضمن بالضرورة حركة جسدية، قد تتضمن حالة من الوقوف مشلول الحركة، أو إصدار أصوات عشوائية، لايقتصر على الكلام الحقيقي. قد يكون هذا بسبب فشل معرفة المحفزات الخارجية لما هو عليه. يشرح ستانيسلاف غروف هذه الميزة:
```

هناك خطر هائل من الخلط بين العالم الخارجي والعالم الداخلي، لذلك ستتعامل مع حقائقك الداخلية ولكنك في نقس الوقت لا تدرك ما يحدث، أنت تدرك نوعاً من التشويه للعالم هناك. لذا يمكن أن ينتهي بك الأمر في موقف تضعف فيه المقاومة، وعيك يزداد وعياً، لكنك لست على اتصال به بشكل صحيح، فأنت لا تختبر تماماً ما هو موجود، ولا ترى ذلك على حقيقته، تحصل على نوع من الخداع.

## تدخل قضائي
بشكل عام، يمكن مساعدة الشخص الذي يعاني من هذه الأزمة على حل الطريق المسدود، أو، تجاوزه، أو، إذا فشل ذلك، في إنهاء التجربة. غالباً ما تؤثر أفكار الشخص قبل أخذ أو أثناء تأثير المخدر تأثيراً كبيراً على الرحلة.
يتكون العلاج الطبي من العلاج الداعم وتقليل المحفزات الخارجية. في بعض الحالات، يستخدم التخدير عند الضرورة للسيطرة على السلوك المدمر للذات، أو عند حدوث ارتفاع للحرارة. الديازيبام هو المهدئ الأكثر استخداماً لمثل هذا العلاج، ولكن البنزوديازيبينات الأخرى مثل لورازيبام فعالة أيضا. هذه المهدئات ستقلل فقط من الخوف والقلق، لكنها لن تخفف الهلوسة. في الحالات الشديدة، يمكن لمضادات الهلوسة مثل هالوبيريدول تقليل الهلوسة أو إيقافها. هالوبيريدول فعال ضد الهلوسة الناجمة عن المخدرات الناجم عن LSD وغيرها من التربتامين، والامفيتامينات، والكيتامين، والفينسيكليدين 

## الانتقال من الهلوسة الناجمة عن المخدر إلى الفصام
وجدت مراجعة منهجية وتحليل لاحق لعام 2019 من قبل موري وآخرون أن معدل الانتقال من تشخيص الهلوسة إلى الفصام كان 26% (Cl14%-43%)، التي كانت أقل من الهلوسة الناجمة عن الحشيش (34%) ولكن أعلى من الأمفيتامين (22%)، والكحول (10%)، والمهدئات (9%).
لم تتأثر معدلات الانتقال بموقع المستشفى، أو المجتمع، أو البيئة الحضرية، أو طرق التشخيص، أو مدة المتابعة، أو بلد الدراسة.

## الأسباب المحتملة
وفقا لتيموثي ليري، يمكن أن تكون الأزمة ناتجة عن إعداد خاطئ. ادّعى ليري أن الرحلات الصعبة كان مبالغا فيه بشكل كبيرمن خلال التلفيق والحكايات في الصحافة الشعبية.
بدلا من ذلك، اعتبر الطبيب النفسي رونالد لينغ أن أزمات المخدرات وغيرها
من التجارب المتطرفة، التي تسببها المخدرات وغير المخدرات، لم تكن بالضرورة رعباً اصطناعيا يتم قمعه بل هي علامات على الصراع الداخلي وفرص الشفاء الذاتي. كلما زاد الألم والتألم في التجربة، زادت الحاجة لإستكشافها وحلها، بدلاً من محاولة تغطيتها أو رفضها.